# 423-й мотострілецький полк (РФ)
423-й гвардійський мотострілецький Ямпільський Червонопрапорний, орденів Суворова та Кутузова полк (423 МСП, в/ч 91701) — формування мотострілецьких військ Збройних сил Російської Федерації чисельністю у полк. Перебуває у складі 4-ї гвардійської танкової Кантемирівської дивізії.
У 2022 році полк брав участь у повномасштабному вторгненні Росії до України, де діяв на Сумському напрямку.

## Історія
Після розпаду СРСР 423-й гвардійський мотострілецький полк Радянської армії увійшов до складу Збройних сил РФ.
З 11 вересня 1999 року по 28 березня 2000 р. полкова тактична група полку воювала у Чеченській республіці.
Полк брав участь у штурмі Грозного, у боях за село Комсомольське. Втрати полку становили 27 осіб.
У 2000, 2001, 2002 роках полк визнавався найкращою частиною у Московському військовому окрузі.
У 2009 році полк був розформований під час реформи Збройних сил РФ.
Полк був відроджений після відтворення у 2013 році 4-ї гвардійської танкової дивізії відповідно до Указу Президента Російської Федерації від 5 квітня 2013 року № 326.

### Російське вторгнення в Україну 2022 року
У 2022 році полк брав участь у повномасштабному вторгненні Росії до України.
24 лютого 2022 року, у перший день російського вторгнення, вояки 93-ї механізованої бригади ЗСУ взяли в полон двох солдатів полку. 9 березня полонений солдат полку взяв участь у пресконференції у Києві, де сказав, що до України потрапив обманом:

| Ми доїхали маршем до Охтирки, колону було обстріляно, я дивом залишився живим. Сам здався в полон, вийшов із машини, склав зброю. Я просто був шокований, коли вони показували мені, що творить російська армія на території України. |
| — Смирнов Євген Іванович, солдат полку. 9 березня 2022, Київ. |

4 липня 2022 року в бою загинув командир полку підполковник Олександр Сорочинський.

## Організаційно-штатна структура

### 2008
- 1-й мотострілковий батальйон
- 2-й мотострілковий батальйон
- 3-й мотострілковий батальйон
- гаубичний самохідний артилерійський дивізіон
- зенітний ракетний дивізіон
- танкова рота
- розвідувальна рота
- інженерно-саперна рота
- рота матеріального забезпечення
- рота зв'язку
- полковий медичний пункт
- комендантський взвод
- управління полку
- мінометна батарея
- ремонтна рота

### 2016
- 1-й мотострілковий батальйон
- 2-й мотострілковий батальйон
- 3-й мотострілковий батальйон
- гаубичний артилерійський дивізіон
- зенітна ракетна батарея
- танковий батальйон
- розвідувальна рота
- інженерно-саперна рота
- рота матеріального забезпечення
- взвод зв'язку
- медична рота
- комендантська рота
- рота управління
- мінометна батарея
- ремонтна рота
- рота снайперів
- взвод військової поліції

## Озброєння та бойова техніка
Станом на 2007 рік на озброєнні полку стояли.
Танки:
- Т-80 — 40 шт.

Бойові машини піхоти:
- БМП-1 — 5 шт.
- БМП-2 — 85 шт.

Бронетранспортери:
- БТР-82А — 4 шт.
- МТЛБу — 3 шт.

Крім того, в полку були ЗСУ-23-4 «Шилка» та ЗРК «Стріла-10».
Міномети: 2С12 «Сани»

## Традиції
21 червня частина відзначає щорічне свято формування полку.